# Dálnice

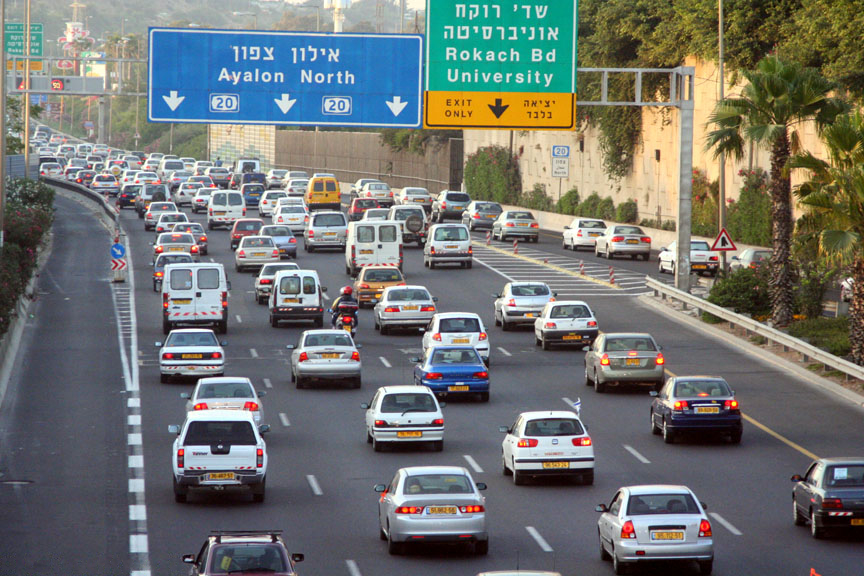
Dopravní zácpa na Ajalonské dálnici v Tel Avivu (Izrael)

Dálnice (ze slov dálková silnice, zastarale autostráda) je rychlostní komunikace pro motorová silniční vozidla a je to nejvyšší typ pozemní komunikace, která se staví na nejzatíženějších dálkových vnitrostátních a mezinárodních tazích. Oproti silnicím je na dálnicích obecně povolena vyšší rychlost a jsou zde použity vyšší technické parametry. Na dálnici je přísně zakázán pohyb pěších osob, a to včetně stopování, které bývá povoleno nejvýše na dálničních nájezdech.[zdroj⁠?!]

## Historie

### První dálnice v Německu
Koncepce moderních dálnic vznikla v Německu na počátku 20. století. Šlo o krátký testovací úsek mezi Witzleben a Nikolassee v Berlíně. Tento úsek byl otevřen roku 1921. V Itálii vznikaly první autostrady mezi lety 1922 a 1924. První dálnice v Německu spojovala Hamburk, Frankfurt nad Mohanem a Basilej. V letech 1929 až 1932 vznikla na trase Kolín nad Rýnem – Bonn největší a nejmodernější dálnice na tehdejším světě. Úspěchy při stavbě v USA vedly k tomu, že v Berlíně vyrostla dálnice přes park Grunewald. K hlavnímu rozvoji dálniční sítě v Německu došlo ve 30. letech 20. století, kdy se k moci dostal Adolf Hitler. Ten nechal postavit síť známou jako Reichsautobahnen. První úsek této sítě byl Frankfurt-Darmstadt-Mannheim-Heidelberg. Cílem tohoto projektu bylo vypořádat se s nezaměstnaností v tehdejším Německu. Do roku 1936 bylo v provozu 1000 kilometrů dálnic, v roce 1942 existovalo již 6500 km dálnic. Dálnice byly budovány ve směrech západ-východ a sever-jih.
Specifikace dálnic vybudovaných Adolfem Hitlerem:
Pruhy: šířka 7,5 m
Střední pruh: šířka 5 metrů
Maximální rychlost: 150 km/h

### Dálnice v USA
První dálnice ve Spojených státech amerických vznikla v New Yorku. Vedla přes Central park a měla 4 pruhy ve dvou směrech. Byla navržena tak, aby co nejméně zasahovala do krajiny parku. Úspěch této stavby vedl ke vzniku sítě Westchester County. Další dálnice byly postaveny právě v New Yorku, síť pak pokračovala právě na Westchester county a poté dál Connecticutem. Tato síť byla zpoplatněna.

### Historie řazení do tří tříd
Řazení do tří tříd vzniklo ve Francii:
1. třída – spravované státem
2. třída – spravované obcemi, ale podporovány dotacemi státu
3. třída – spravované obcemi
Toto dělení se časem měnilo i kvůli rozdílným nárokům.

### Dálnice v Československu

#### První dálnice a plány
První plán vytvořit dálnici vznikl v roce 1935, kdy se i začalo s budováním. Existovaly dva základní plány – prvním byla trasa Plzeň-Košice, druhá pak Cheb – Chust. Největší plán pak měl Jan Antonín Baťa, který nechal na své náklady vypracovat projekt. Jako optimální byla shledána trať Cheb – Velký Bočkov, který leží u ukrajinsko-rumunských hranic. V roce 1938 však Československo přišlo o velkou část území a plány musely být přepracovány. Další dálnice, které měly přes československé území vést, byly trasy Wrocław – Vídeň a Streitau – Cheb – Karlovy Vary – Lovosice – Česká Lípa – Liberec – Görlitz. Z těchto velkých dálnic nakonec vzniklo pouze několik desítek kilometrů tras. Do práce totiž nenastoupilo dost dělníků, zakázány byl i některé materiály. Stopy po těchto úsecích jsou dodnes patrné na některých místech v Česku. Největší nedostavěný úsek je most přes údolí Želivky, kde zůstal jeden vybetonovaný pilíř a skruž. Most je dokončen z 42%. Vegetací zarostla i mnohá staveniště mezi Prahou a Humpolcem a v Chřibech na Moravě. U Průhonic jsou v krátkém úseku, jako památka na betonáž v roce 1939, hotovy odstavné pruhy v obou směrech.

#### Období komunismu
V období komunismu byla zahájena stavba dálniční sítě, včetně D1. V roce 1967 byla zahájena výstavba D1. Dálnice D1 mezi Prahou a Brnem byla dostavěna roku 1980, tedy o 40 let později, než bylo v plánu. První její úsek byl otevřen roku 1971.

## Název
Ve 30. letech se v záměrech na vybudování rychlostních dálkových komunikací používaly různé termíny: národní silnice, silniční magistrála, autostráda apod. 
20. října 1938 pověřil ministr veřejných prací Karel Husárek brigádního generála Václava Noska zorganizováním úřadu pro výstavbu dálkové silnice z Prahy do Podkarpatské Rusi. Výstavbu tak mělo zajistit nově zřízené Velitelství stavby dálkových silnic (VSDS), spadající pod Ministerstvo veřejných prací Československa. Ovšem již 15. listopadu 1938 zaslalo VSDS jménem V. Noska na Ministerstvo národní obrany Československa oficiální návrh slova „dálnice“ – toto označení navrhl štábní kapitán VSDS Ing. Karel Chmel, a to podle vzorů „silnice“ a „železnice“. 23. prosince 1938 bylo vydáno Vládní nařízení č. 372, jímž z dosavadního VSDS vzniklo při ministerstvu veřejných prací samostatné Generální ředitelství stavby dálnic (GŘSD) a slovo „dálnice“ se tak stalo úředním termínem.

## Označování

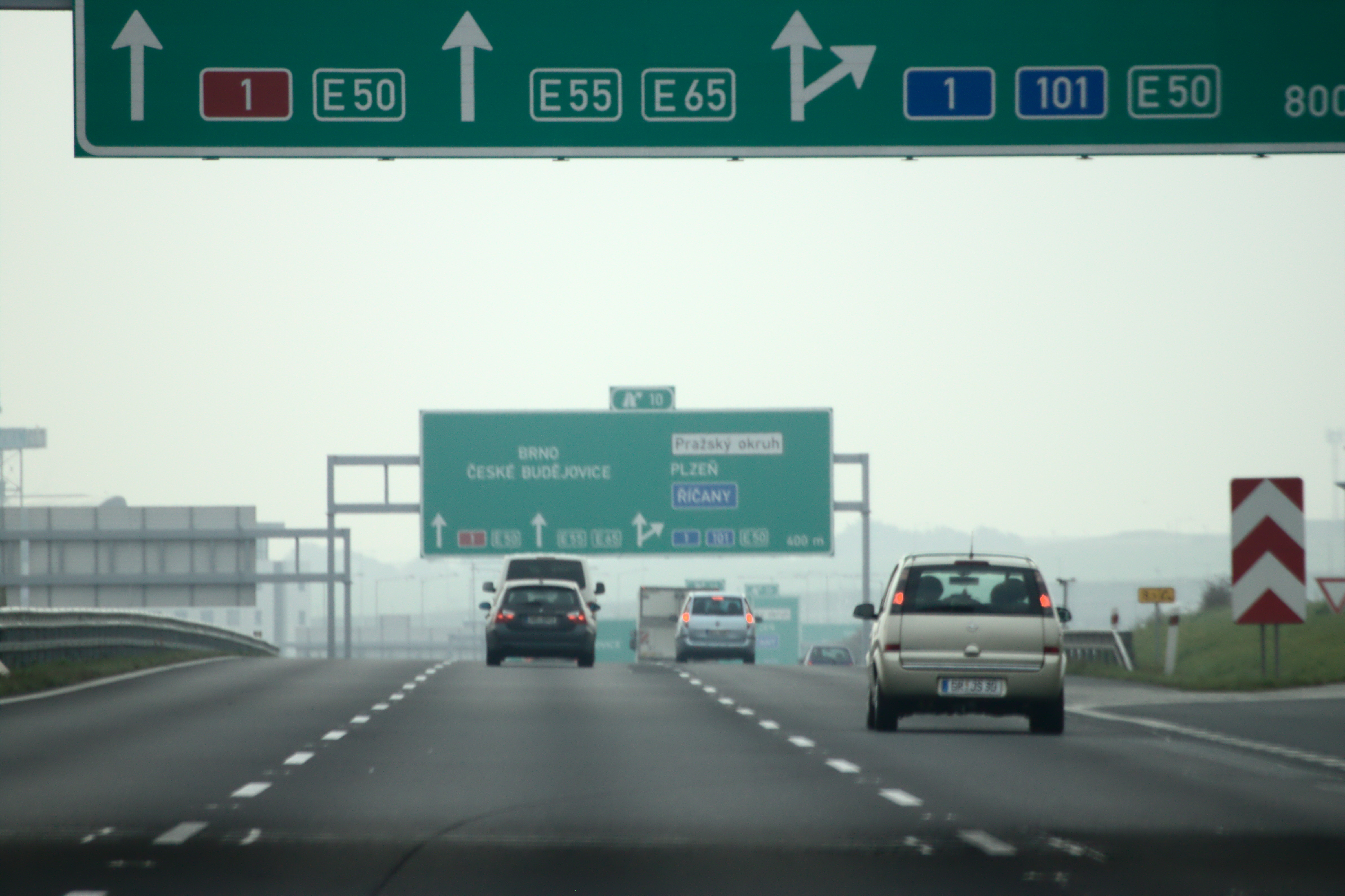
Směrové tabule nad dálnicí značenou D1 u Průhonic poblíž Prahy

V řadě zemí se jednotlivé trasy dálnic označují písmenem před jejím číslem, často podle slova ekvivalentního v daném jazyce dálnici, např. v Evropě:
- A (většina) Albánie, Belgie, Bosna a Hercegovina, Bulharsko, Francie, Chorvatsko, Itálie, Kazachstán, Kypr, Litva, Lucembursko, Německo, Nizozemsko, Polsko, Portugalsko, Rakousko, Rumunsko, Řecko, Severní Makedonie, Slovinsko, Srbsko, Španělsko, Švýcarsko
- D Česko, Slovensko
- E Norsko, Švédsko
- M Arménie, Ázerbájdžán, Bělorusko, Irsko, Maďarsko, Moldavsko, Rusko, Ukrajina, Velká Británie
- O Turecko
- Jiné znaky Arménie (Մ), Gruzie (ს)
- Pouze číslem bez písmena Dánsko, Estonsko, Finsko, Island, Malta

## Technické parametry
Dálnice je všeobecně charakterizována svými vlastnostmi:
- návrhová rychlost přes 100 km/h, maximální povolená rychlost se v jednotlivých zemích světa liší
- kategorijní šířka čtyřpruhé dálnice průměrně 27,5 metru
- výhradně mimoúrovňové křižovatky
- připojovací a odbočovací pruhy v maximální předepsané délce
- směrové oblouky, stoupání a klesání musí dodržovat určité parametry pro daný typ terénu
- střední dělicí pás a krajnice musí dodržovat předepsané šířky

Každá země má pro výstavbu dálnic na svém území mírně odlišné parametry, ale tento základ musí splňovat všechny. Od počátku prošly dálnice přirozeným vývojem a proto ty starší nemusejí některé současné parametry splňovat, např. chybějící odstavné pruhy, prudká stoupání apod.

## Zpoplatnění
Ve většině zemí světa je používání dálnic kvůli nákladné výstavbě a údržbě zpoplatněno i pro osobní vozidla, např. v Česku, Francii nebo Itálii. Ale jsou i země, kde je pro osobní vozidla používání dálnic zdarma, např. Belgie, Německo nebo Dánsko. Dálniční poplatky se mohou platit buď dálničními známkami (vydávají se na 1 rok a obvykle i na kratší časové úseky, např. na 1 měsíc), elektronickým mýtem nebo klasickým mýtem.

## Dálnice ve světě

Ve světě jsou pro označení označeny modrá a zelená barva, mapa ukazuje užití barev v jednotlivých zemích

### Dálnice v Česku
První úsek nejstarší a nejvýznamnější z dálnic v Česku, dálnice D1 spojující Prahu a Brno, byl uveden do provozu v roce 1971.

### Dálnice v Evropě
Dálnice se začaly budovat po první světové válce v Itálii (Milán-Varese) a Německu.
Nejhustší dálniční síť nalezneme v Belgii. Nejdelší dálnice pak mají v Německu.

### Dálnice ve zbytku světa
Nejdelší dálniční síť na světě mají v USA. Tam mají dálnice velký význam, protože vzdálenosti jsou ohromné. Nejdelší dálnici pak nalezneme v Austrálii, kde takzvané Road trainy vozí zboží z jednoho pobřeží na druhé. Dálnice jsou na mnoha místech světa špatné a přesto vytížené. V horských oblastech asijských států, například Pákistánu, nalezneme nezpevněné silnice, na kterých se nedokážou vyhnout ani dva nákladní vozy, ale provoz na nich je enormní - i několik stovek vozů za hodinu.

## Negativní aspekty výstavby dálnic

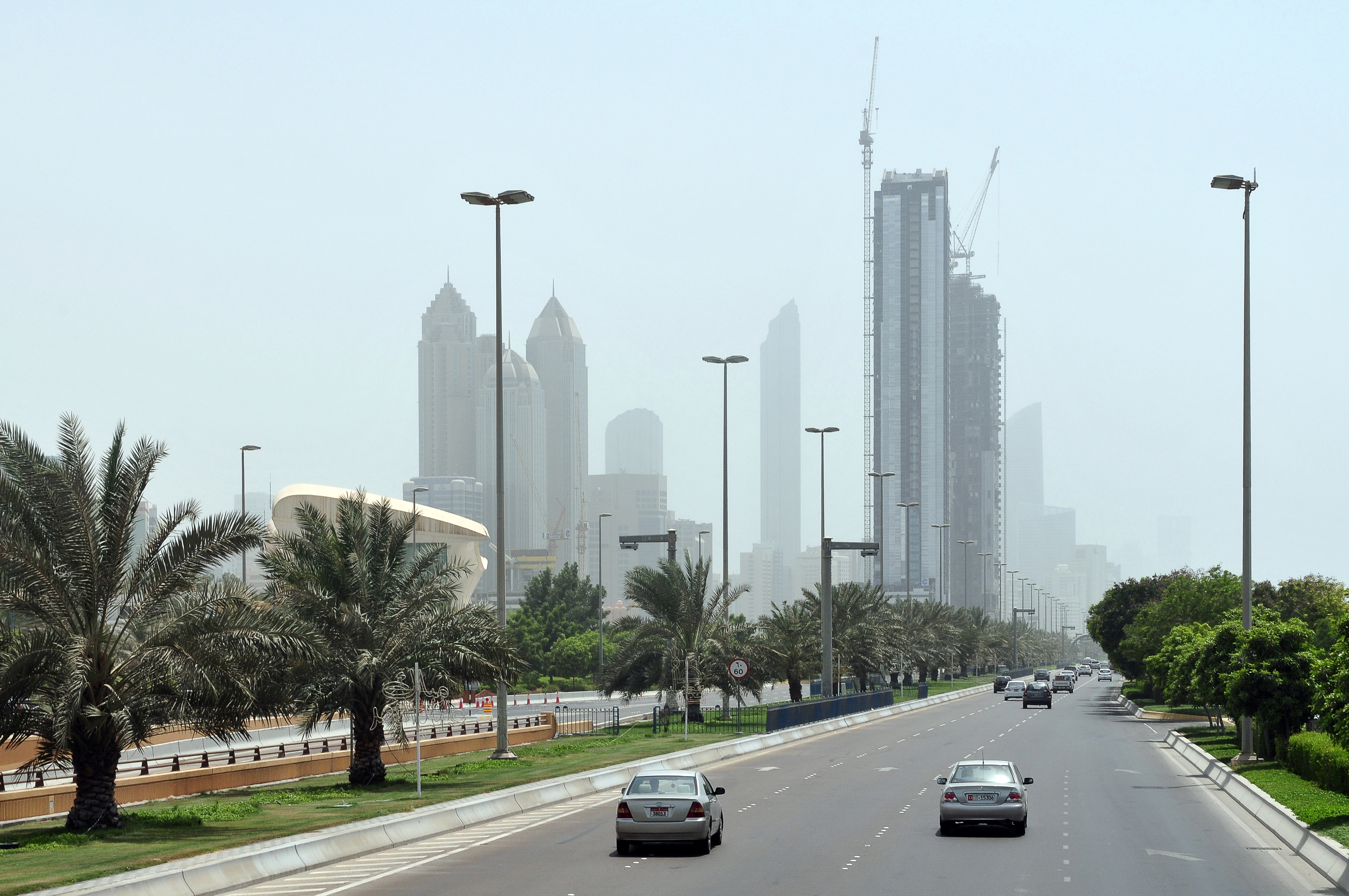
Dálnice zhoršují propustnost krajiny pro lidi i zvířata. Zvyšují také okolní teplotu, způsobují znečištění ovzduší a znečištění hlukem

### Ekologické
Dálnice je liniová stavba, která má na životní prostředí poměrně zásadní negativní vliv. Vozovka a její příslušenství zabírá velkou plochu. Pouhá vozovka 100 km dálnice se standardní šířkou 28 metrů zabírá prostor 2,8 km². A také rozděluje krajinu na dvě poloviny, což komplikuje např. migraci zvířat. Alespoň v biokoridorech je proto snaha stavět tzv. ekotunely neboli ekodukty – přesypávané mosty.
Dalším aspektem je vysoká rychlost, kterou se zvyšují nejen zplodiny, ale i hluk, což je největší negativum dálnic, kvůli kterému se obce brání jejich blízké přítomnosti. Kvůli velkému provozu hrozí na dálnici teoreticky i vyšší riziko ekologické havárie způsobené palivem nebo nákladem vozu, ale oproti běžným silnicím jsou nové dálnice lépe zabezpečeny např. kanalizací, která odvádí veškerou vodu z vozovek nejprve do jímek se základními čističkami.[zdroj?]

### Dopravní

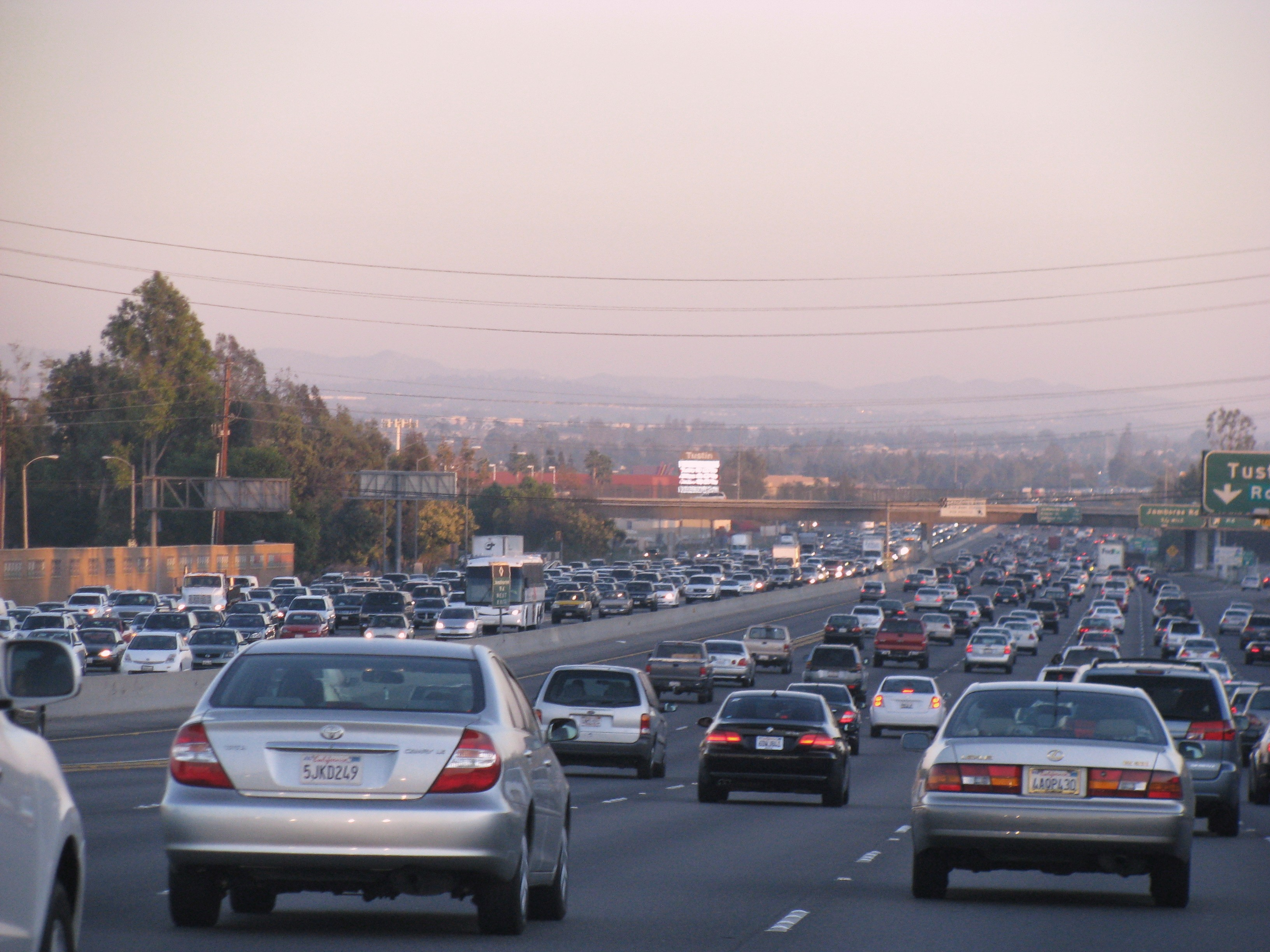
Dopravní zácpa na dvanáctiproudé dálnici v Jižní Kalifornii dokazuje, že i po přidání velkého počtu jízdních pruhů řidiči vždy dálnici naplní a dopravě se neuleví – funguje zde dopravní indukce

Budování dálnic či jejich rozšiřování přispívá také k dopravní indukci – po jejich postavení vznikne nová nabídka spojení s vysokou kapacitou, která na trasu přivede nové automobily a vzniknou i cesty, které by předtím nebyly podniknuty vůbec nebo by k nim došlo jiným způsobem. To přináší problémy vzniku dopravních kolon, přetížení okolních komunikací a dalších problémů.
Americký historik a urbanista Lewis Mumford v roce 1955 pronesl „Přidání jízdních pruhů pro auta, aby se vyřešily dopravní zácpy, je jako uvolnění opasku, aby se vyléčila obezita."

### Ekonomické
Za negativní aspekt výstavby dálnice je považována také její vysoká cena. V Česku se cena za kilometr dálnice v roce 2019 pohybovala mezi 150 miliony až miliardou korun – záleží na terénu.
Za levnější a ekologičtější alternativu výstavby dálnic je považováno zlepšování sítě železniční dopravy a budování měst krátkých vzdáleností, která pro svou existenci vnitřní dálnice nepotřebují.